# 佐用インターチェンジ
佐用インターチェンジ（さようインターチェンジ） は、兵庫県佐用郡佐用町の中国自動車道のインターチェンジである。西日本高速道路関西支社と中国支社の事業境界となっている（佐用ICは関西支社の管轄）。

## 道路
- E2A 中国自動車道（11番）

## 歴史
- 1975年10月16日：福崎 - 美作間開業とともに供用開始。
- 2009年8月9日：佐用町の台風9号に伴う豪雨災害による救援活動緊急車両優先出口となり、同日19時55分から8月12日午前10時まで上下線流出ランプが閉鎖された。

## 接続する道路

### 直接接続
- 国道373号
  - 国道373号志戸坂トンネル開通後は、山崎ICに代わって、関西と鳥取を結ぶインターチェンジとしての役割を果たしている。

### 間接接続
- 国道179号

## 料金所
- ブース数：4

### 入口
- ブース数：2
  - ETC専用：1
  - 一般：1

### 出口
- ブース数：2
  - ETC専用：1
  - 一般：1

## 周辺
- 兵庫県立西はりま天文台公園
- 播州カントリークラブ

## 佐用バスストップ
料金所入口奥に高速バス専用のバス停留所が設けられている。料金所出口手前で入口を平面交差で横断してバス停へ入るため、バス・利用者とも料金所を通過することなく乗降できる構造となっている。
このため、当ICから入る車両は、バス停へ入るために対向車線から横断するバスに注意する必要がある。
BS出入口はIC出入口南側（国道373号沿いのファミリーマート佐用インター店北側）にある。
なお姫新線・智頭急行の佐用駅は「さよ」駅と読む（佐用駅の項参照）が、当バスストップは「さよう」インターと読む。

### 停車する路線
| のりば       | 方面   | 愛称               | 会社名                 | 行先                                              | 備考               |
| ------------ | ------ | ------------------ | ---------------------- | ------------------------------------------------- | ------------------ |
| 料金所入口奥 | 上り線 | 中国ハイウェイバス | 西日本JRバス・神姫バス | 大阪（新大阪駅・大阪駅JR高速バスターミナル・USJ） | 特急便・急行便のみ |
| 料金所入口奥 | 下り線 | 中国ハイウェイバス | 西日本JRバス・神姫バス | 津山（津山駅）                                    | 特急便・急行便のみ |

### かつて停車していた路線
以下の路線は2015年3月をもって休止。
- 神戸 - 津山線（西日本JRバス）
  - 新神戸・三宮・神戸三田プレミアム・アウトレット - 津山

以下の路線は2020年11月をもって休止。
- 津山エクスプレス京都号（西日本JRバス・神姫バス）
  - 京都 - 津山

### バス停へのアクセス
- JR姫新線・智頭急行智頭線佐用駅からタクシーで約6分、ファミリーマート佐用インター店で下車。

## 隣
E2A 中国自動車道
(10) 山崎IC/BS - (10-1) 宍粟JCT - 揖保川PA - 葛根BS - 南光BS - (10-2) 佐用JCT - (11) 佐用IC/BS - 上月PA/BS - (11-1) 作東IC